# 吉野咲太郎
吉野 咲太朗（よしの さくたろう、英語: Sakutaro Yoshino、2012年3月20日 - ）は、日本のフィギュアスケート選手（男子シングル）。日本の東京都出身。主な戦績は、2024年全日本ノービス選手権Aクラス2位、2023年全日本ノービス選手権Aクラス2位など。

## 人物
尊敬するスケーターとして、羽生結弦、宇野昌磨、ネイサン・チェンの名前を挙げている。

## 経歴

### ノービス時代

#### 2021-2022シーズン
第25回全日本フィギュアスケートノービス選手権Bクラスで岡崎隼士、竹中慎に次いで3位に入賞した。

#### 2022-2023シーズン
第26回全日本フィギュアスケートノービス選手権Bクラスで優勝した。

#### 2023-2024シーズン
カテゴリーがノービスAに移行した。

第27回全日本フィギュアスケートノービス選手権Aクラスで岡崎隼士に次いで2位に入賞した。

この結果により第92回全日本フィギュアスケートジュニア選手権に推薦出場し、29位となった。（FNR）

#### 2024-2025シーズン
第27回全日本フィギュアスケートノービス選手権Aクラスで佐久間陸に次いで2位に入賞した。試合前々日の会場練習でトリプルループを練習中に足を捻挫してしまったが、滑り切った。

この結果により第93回全日本フィギュアスケートジュニア選手権に推薦出場し、27位となった。（FNR）

第45回全国中学校スケート大会で12位となった。

#### 2025-2026シーズン
カテゴリーがジュニアに移行した。

## 競技成績

### ISUパーソナルベストスコア
- SP - ショートプログラム、FS - フリースケーティング
- TSS - 部門内合計得点（英: Total segment score）は太字
- TES - 技術要素点（英: Technical element score）、PCS - 演技構成点（英: Program component score）、GOE - 出来栄え点（英: Grade of Execution）

| 部門 | 種類 | 得点 | 大会 |
| ---- | ---- | ---- | ---- |
| 総合 | TSS  |      |      |
| SP   | TSS  |      |      |
| SP   | TES  |      |      |
| SP   | PCS  |      |      |
| FS   | TSS  |      |      |
| FS   | TES  |      |      |
| FS   | PCS  |      |      |

### 主な戦績
- JGP - ISUジュニアグランプリシリーズ
- J - ジュニアクラス
- N - アドバンスドノービスクラス、A - ノービスAクラス、B - ノービスBクラス

| ユースオリンピック     |       |       |       |       |  |  |  |  |  |
| 世界ジュニア選手権     |       |       |       |       |  |  |  |  |  |
| 全日本選手権           |       |       |       |       |  |  |  |  |  |
| 全日本ジュニア選手権   |       |       | 27位  | 29位  |  |  |  |  |  |
| 全日本ノービス選手権   | 3位 B | 1位 B | 2位 A | 2位 A |  |  |  |  |  |
| 全国中学校スケート大会 |       |       |       | 14位  |  |  |  |  |  |

### 詳細
- マークが付いている大会は国際スケート連盟公認の国際大会
- パーソナルベストは太字で表示
- シーズン開始を7月1日、シーズン終了を翌年の6月30日とする。ローカル大会のカテゴリー移行はこの限りではないため、シーズン途中でカテゴリーが移行している場合がある(主に翌年4月以降)。

| 2025-2026 シーズン |        |    |    |      |
| 開催日             | 大会名 | SP | FS | 結果 |

| 2024-2025 シーズン    |                                                               |          |          |              |
| 開催日                | 大会名                                                        | SP       | FS       | 結果         |
| 2025年2月日 - 1月4日  | 2025全国中学校スケート大会（長野）                            | 18 46.81 | 12 89.49 | 14 125.90    |
| 2024年11月15日 - 17日 | 第93回全日本フィギュアスケートジュニア選手権（広島）          | 29 43.65 | -        | 29 43.65 FNR |
| 2024年10月18日 - 20日 | 第28回全日本フィギュアスケートノービス選手権ノービスA（尼崎） |          | 2 90.36  | 2 90.36      |

| 2023-2024 シーズン    |                                                                 |          |         |              |
| 開催日                | 大会名                                                          | SP       | FS      | 結果         |
| 2023年11月17日 - 19日 | 第92回全日本フィギュアスケートジュニア選手権（大津）            | 27 48.94 | -       | 27 48.94 FNR |
| 2023年10月20日 - 21日 | 第27回全日本フィギュアスケートノービス選手権ノービスA（西東京） |          | 2 95.33 | 2 95.33      |

| 2022-2023 シーズン    |                                                               |    |         |         |
| 開催日                | 大会名                                                        | SP | FS      | 結果    |
| 2022年11月21日 - 23日 | 第26回全日本フィギュアスケートノービス選手権ノービスB（札幌） |    | 1 75.18 | 1 75.18 |

| 2021-2022 シーズン    |                                                        |    |         |         |
| 開催日                | 大会名                                                 | SP | FS      | 結果    |
| 2021年10月22日 - 24日 | 第25回全日本フィギュアスケート選手権 ノービスB（大津） |    | 1 63.39 | 3 63.39 |

## プログラム使用曲
| シーズン  | SP | FS                               | EX |
| --------- | -- | -------------------------------- | -- |
| 2024-2025 |    | You will be found 振付：川越正大 |    |
| 2023-2024 |    | Wild Stallions                   |    |
| 2022-2023 |    | Smooth Criminal 振付:服部瑛貴    |    |
| 2021-2022 |    | 「炎のベートーベン」 より        |    |